# Ina Meise-Laukamp
Ina Meise-Laukamp (* 30. Oktober 1957 in Lemgo) ist eine deutsche Politikerin und ehemalige Landtagsabgeordnete (SPD).

## Leben und Beruf
Nach dem Schulbesuch absolvierte sie ein Freiwilliges Soziales Jahr, um danach bei der Stadt Lemgo zur Verwaltungsfachangestellten ausgebildet zu werden.
Der SPD gehört Meise-Laukamp seit 1973 an. Sie war in verschiedenen Gremien der SPD tätig. Sie ist Mitglied der Arbeiterwohlfahrt und wurde 1975 Mitglied der Gewerkschaft Öffentliche Dienste, Transport und Verkehr. Seit Februar 2010 ist sie Vorsitzende des AWO-Ortsvereins Lemgo.

## Abgeordnete
Vom 1. Juni 1995 bis zum 2. Juni 2005 war Meise-Laukamp Mitglied des Landtags des Landes Nordrhein-Westfalen. Sie wurde jeweils im Wahlkreis 114 Lippe II direkt gewählt.
Dem Kreistag des Kreises Lippe gehörte sie von 1989 bis 1996 an.